# واندر من (مینی‌سریال)
واندر من (انگلیسی: Wonder Man) مینی‌سریال تلویزیونی محصول ایالات متحده است که توسط دستین دنیل کرتون و اندرو گست برای سرویس استریم دیزنی پلاس ساخته شده است. این مجموعه بر پایهٔ شخصیت واندر من در مارول کامیکس ساخته شده و قرار است هفدهمین مجموعه تلویزیونی در دنیای سینمایی مارول باشد که توسط مارول استودیوز، تحت لیبل مارول تلویژن، تولید می‌شود و با فیلم‌های این فرنچایز پیوستگی دارد. اندرو گست به عنوان شورانر در پروژه فعالیت می‌کند. این مجموعه همچنین توسط شرکت‌های Family Owned و اونیکس کالکتیو تولید شده است.
یحیی عبدالمتین دوم در نقش سایمون ویلیامز / واندر من ایفای نقش می‌کند و در کنار او بازیگرانی چون بن کینگزلی، دمیتریوس گروس و اد هریس نیز حضور دارند. در دسامبر ۲۰۲۱، کرتون قراردادی کلی با مارول استودیوز برای ساخت مجموعه‌های تلویزیونی برای دیزنی پلاس امضا کرد؛ در آن زمان نیز یک مجموعه کمدی در دست توسعه بود. در ژوئن ۲۰۲۲ مشخص شد که این مجموعه بر محور شخصیت واندر من خواهد بود و گست نیز درگیر پروژه است و کرتون وظیفهٔ کارگردانی چند قسمت را بر عهده خواهد داشت. عبدالمتین در اکتبر همان سال به پروژه پیوست و در فوریه ۲۰۲۳ نیز اعلام شد که استلا مگی و جیمز پانسولت نیز بخشی از تیم کارگردانی خواهند بود. فیلم‌برداری این مجموعه از اوایل آوریل ۲۰۲۳ در لس آنجلس آغاز شد، اما در اواخر ماه مه به دلیل اعتصاب انجمن نویسندگان آمریکا در سال ۲۰۲۳ متوقف گردید. تولید در اوایل ژانویه ۲۰۲۴ از سر گرفته شد و تا آوریل همان سال به پایان رسید. این مجموعه به‌طور رسمی در اکتبر ۲۰۲۴ معرفی شد.
انتشار واندر من برای دسامبر ۲۰۲۵ از دیزنی پلاس برنامه‌ریزی شده و شامل هشت قسمت خواهد بود. این مجموعه بخشی از فاز ششم دنیای سینمایی مارول است و تحت عنوان مارول اسپات‌لایت منتشر خواهد شد.

## انتشار
واندر من قرار است در دسامبر ۲۰۲۵ از طریق دیزنی پلاس منتشر شود و شامل هشت قسمت خواهد بود. این مجموعه در ابتدا برای فصل تلویزیونی ۲۰۲۳–۲۰۲۴ برنامه‌ریزی شده بود، اما تا سپتامبر ۲۰۲۳ به دلیل ناتمام ماندن مراحل فیلم‌برداری به دلیل اعتصابات دابلیوجی‌ای و سگ-افترا، تاریخ پخش مشخصی نداشت. در اکتبر ۲۰۲۴، دسامبر ۲۰۲۵ به عنوان زمان انتشار اعلام شد. این مجموعه بخشی از فاز ششم دنیای سینمایی خواهد بود و تحت عنوان مارول اسپات‌لایت منتشر می‌شود.